# Kirka pruža čašu Odiseju
Kirka pruža čašu Odiseju (eng. Circe Offering the Cup to Ulysses) je ulje na platnu engleskog prerafaelitskog slikara Johna Williama Waterhousea koji je poznat po svojim slikama s tematikom iz grčke mitologije i književnosti.
Slika je nastala 1891. godine a inspirirana je grčkom čarobnicom Kirkom na čijem otoku se našla Odisejeva družina u potrazi za hranom i vodom. Sam Odisej poslao je 23 mornara da istraže otok te su naišli na Kirku koja im je ponudila hranu koja je bila otrovana njezinim magičnim napitcima. Ta hrana ih je pretvorila u svinje dok je Euriloh jedini pobjegao i upozorio Odiseja. Neustrašivi Odisej odlazi po svoje ljude a na putu ga presreće Hermes te ga savjetuje da nađe posebnu biljku koja će ga čuvati od Kirkinih napitaka. Nakon što se Odisej pokazao otpornim na njene napitke, uperio je nož prema Kirki koja se odmah predaje te vraća njegove mornare u ljudsko obličje.
Djelo se danas nalazi u galeriji Oldham u istoimenom gradu dok ju je muzej ustupio za izložbe u Kini.